# 폴 벨몬도

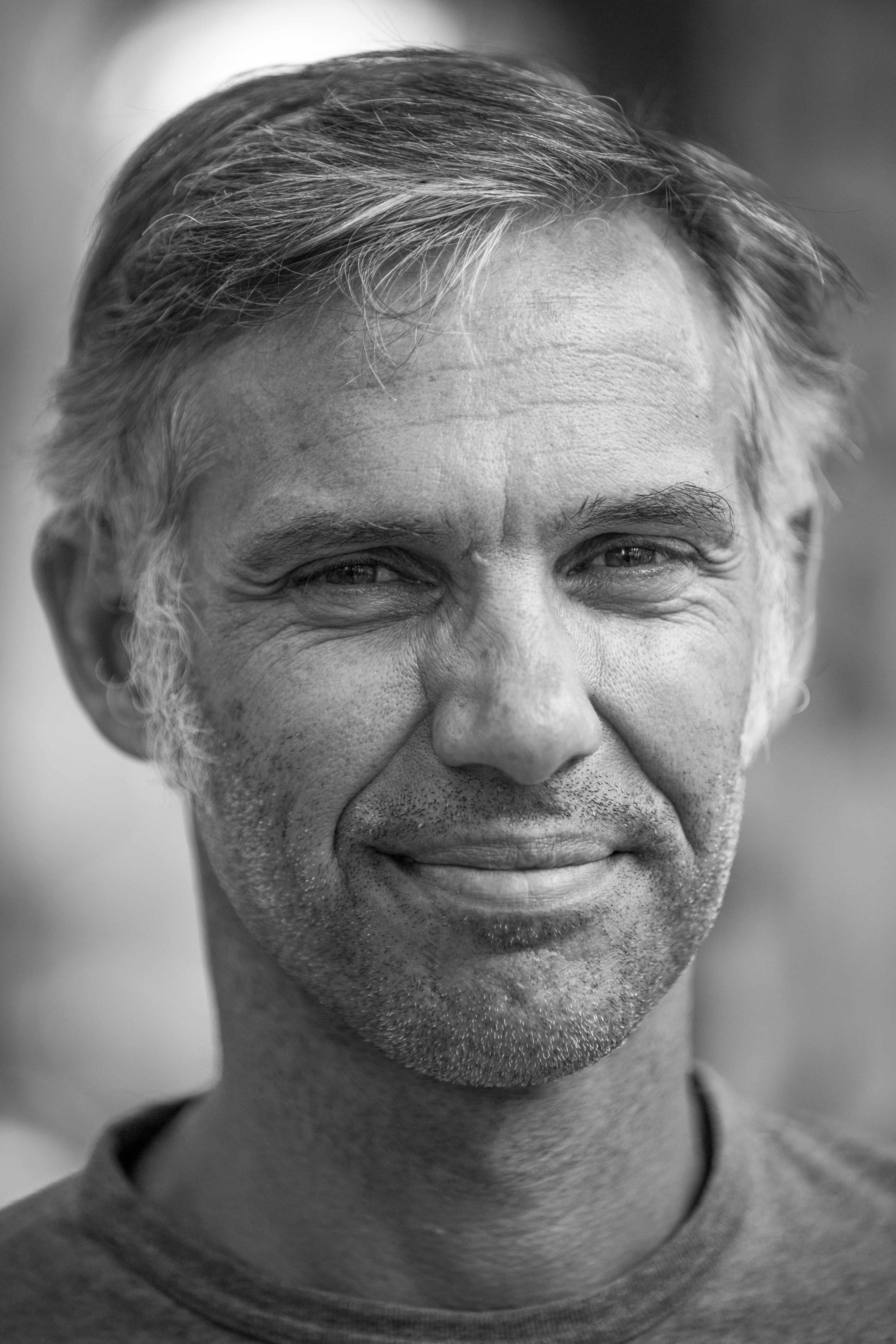
2013년 7월의 벨몬도

폴 알렉상드르 벨몬도(프랑스어: Paul Alexandre Belmondo, 1963년 4월 23일 ~ )는 프랑스의 자동차 경주 선수로 포뮬러 원에서 3월과 태평양 레이싱 팀을 위해 경주를 했다. 그는 배우 장 폴 벨몬도의 아들이자 조각가 폴 벨몬도의 손자로 오트 드 센의 불로뉴 빌랑쿠르에서 태어났다. 1981년경, 폴은 모나코 공녀 스테파니의 연인이 된 것으로 유명해졌다.
1987년까지 그는 포뮬러 3과 포뮬러 3000에 참가했지만, 두 번 모두 상위 10위 안에 든 적은 없었다. 1992년, 그는 급여 드라이버로 F1 팀에 합류하여 헝가리 그랑프리에서 9위를 차지했지만, 돈이 바닥나기 전까지 단 4번의 출전 자격을 얻었을 뿐이며, 에마뉘엘레 나스페티로 대체되었다. 2년 후, 그는 비경쟁적인 태평양 그랑프리 팀의 일원이 되었고, 그곳에서 그는 두 번의 경주에만 출전할 수 있었고, 보통 팀 동료인 베르트랑 가쇼트에게 밀렸다. 그 후, 그는 크라이슬러 바이퍼 GTS-R의 운전으로 GT 경주에 집중했다. 그는 자신의 팀인 폴 벨몬도 레이싱을 시작했고, 2007년 접기 전에 FIA GT 챔피언십과 르망 인듀어런스 시리즈 챔피언십에 참가했다.